# Preußenhafen

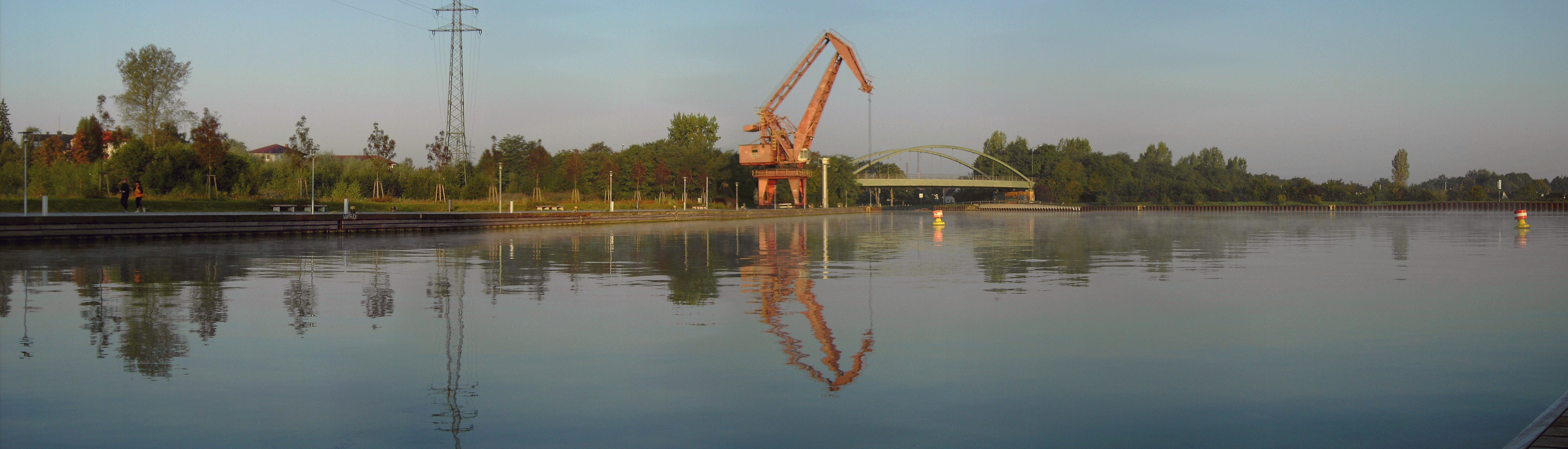
Panorama des Preußenhafens mit Mohr-Kran

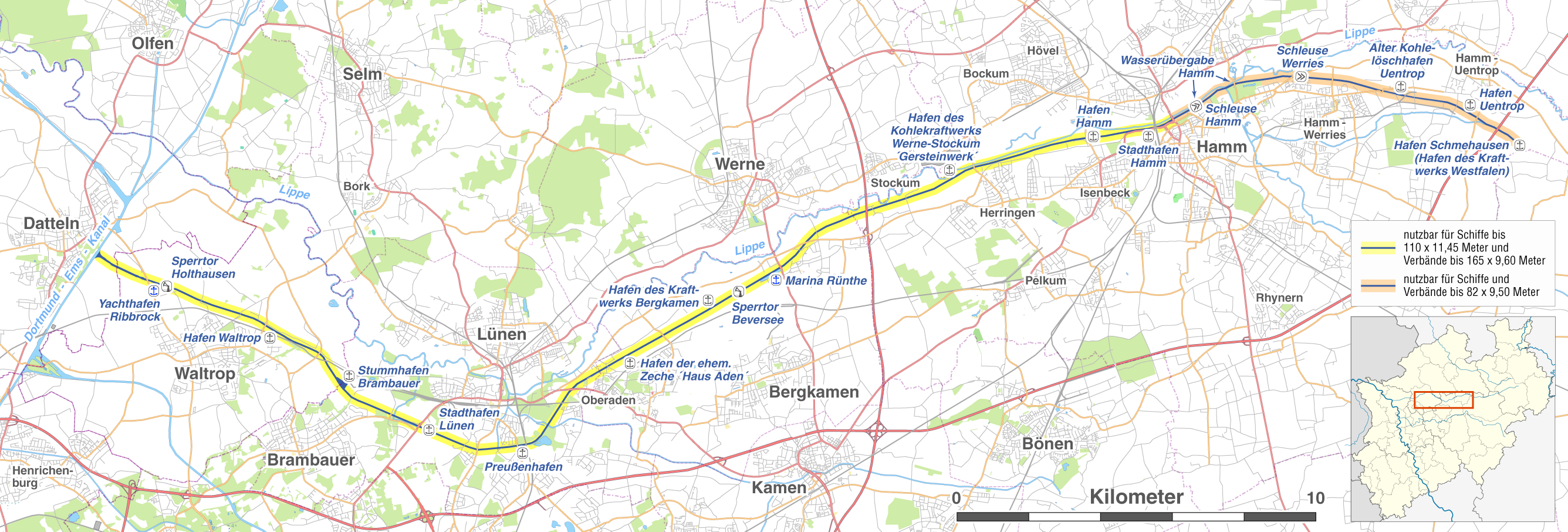
Lage des Hafens am Kanal

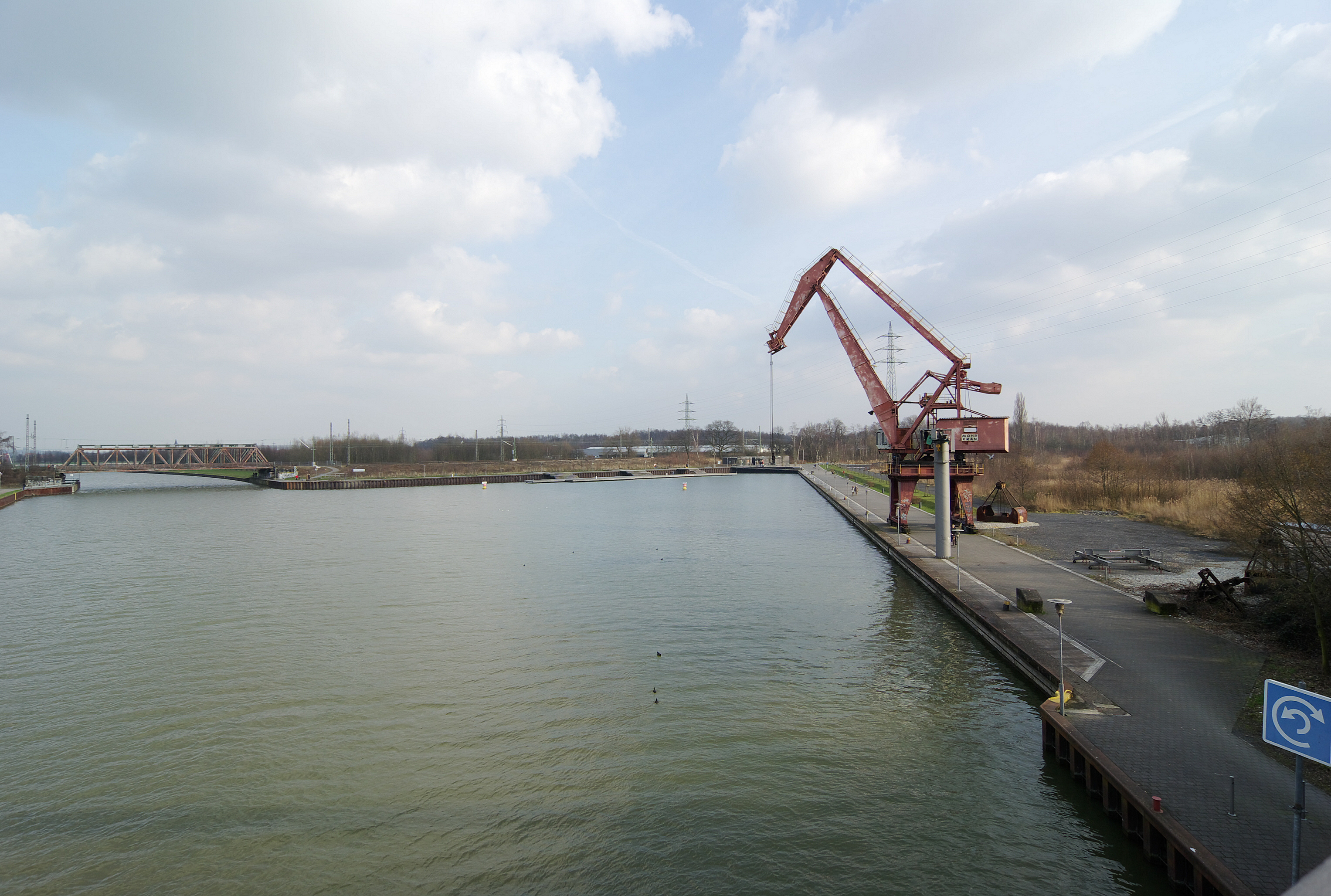
Ansicht von Westen

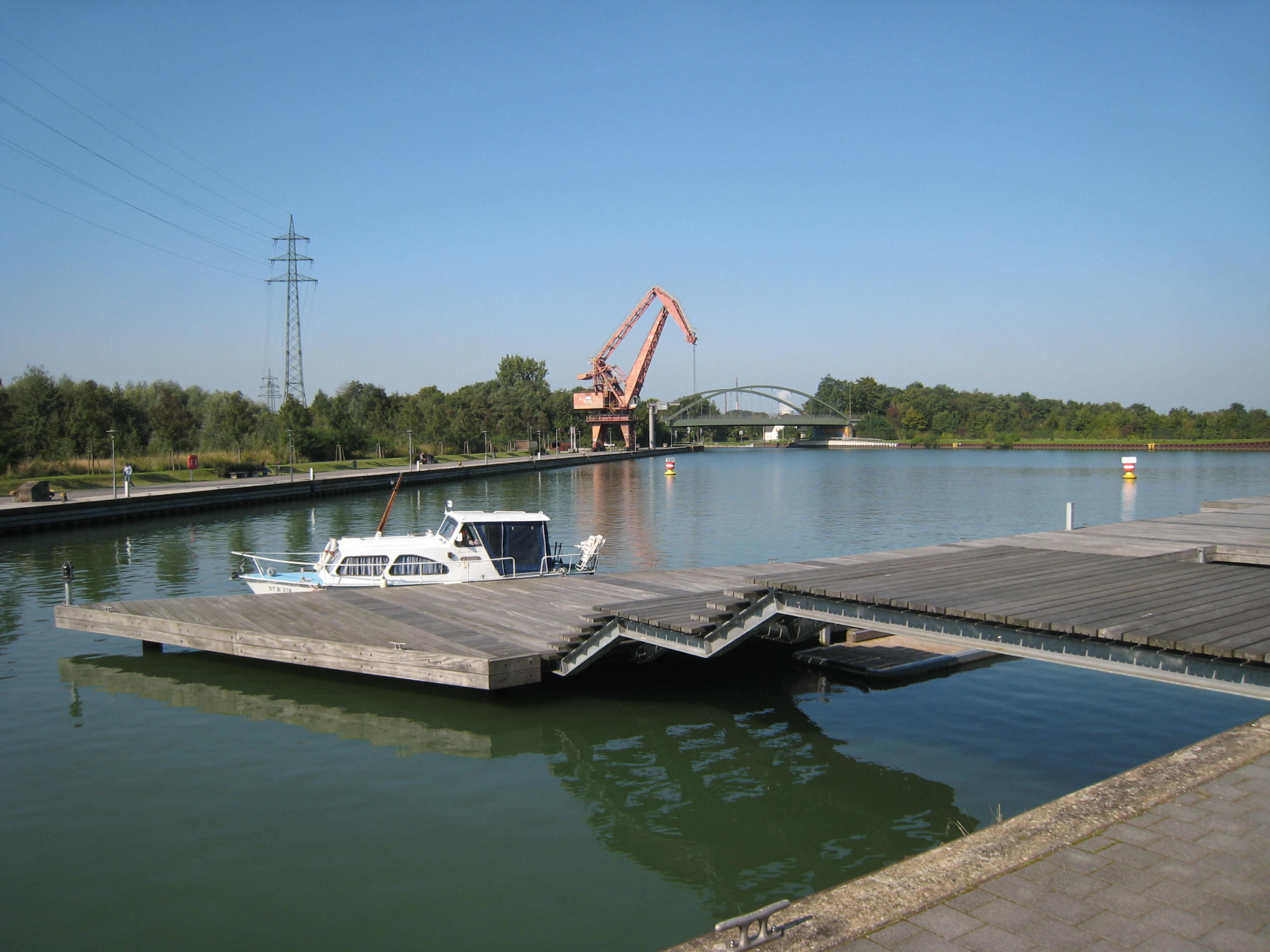
Wasserwanderrastplatz

Der Preußenhafen ist ein 1924/1925 erbauter und im Herbst 1925 in Betrieb genommener Hafen am Datteln-Hamm-Kanal (Kanal-km 14,16 – 14,34) in Lünen-Süd (Gemarkung Horstmar). 
Ursprünglich diente er als Umschlagplatz für die Zechen Preußen in Horstmar und der Zeche Gneisenau in Dortmund-Derne. 1925 begann seine Hoch-Zeit als Kohleumschlagplatz, Mitte der 1960er Jahre wurde der Hafen auf die heutigen Ausmaße erweitert. Ab Ende der 1980er Jahre verlor er durch die Zechenschließungen an Bedeutung. Auf der ehemaligen Zechenanschlussbahn existiert heute der Rad- und Wanderweg „Gneisenau-Trasse“, der an der Preußenhalde, an der anderen Seite der Bahnstrecke, vorbei bis nach Derne führt.
Heute wird er intensiv touristisch genutzt durch die Nähe zum Seepark Lünen und zum Horstmarer See, für Motor- und Freizeitboote und als Wasserwanderrastplatz sowie als Anleger für das Fahrgastschiff Santa Monika und als Museum. 
Als Landmarke steht der von der Mannheimer Maschinenfabrik Mohr & Federhaff AG im Jahr 1962 gebaute Vollportal-Wippdrehkran, kurz „Mohr-Kran“ genannt, auf der Uferpromenade. Der sehr flexibel auch für zwei Frachtschiffe gleichzeitig einsetzbare Kran ist ein wichtiges Symbol für die von 1964 an stetig steigende Umschlagkapazität. Neben dem „Wahrschauplatz“ an der Eisenbahnbrücke und dem „Platz unter Bäumen“ am Hafenhaus ist der Kran auch ein Teil der Lichtinszenierungen des Hafens, er markiert das Portal des Preußenhafens.
Im Juli 2008 fand der erste Familientag am Wasserwanderrastplatz statt, er wird jährlich wiederholt.